# Tommy Stokholm Hansen
Tommy Stokholm Hansen (født 2. februar 1950) er en tidligere dansk professionel fodboldspiller. Han opnåede to A-landskampe, syv U-21 landskampe og fire U-19 landskampe for  Danmark. Tommy Stokholm Hansen debuterede for det danske A-landshold d. 23 september 1973 i Danmarks 1-0 sejr over Norge.
Tommy Stokholm Hansen tilbragte størstedelen af sin karriere i Vejle Boldklub, hvor han spillede 211 kampe og scorede 62 mål. I tiden som VB'er var Tommy Stokholm Hansen med til at vinde både  det danske mesterskab og  DBU's landspokal flere gange. I en periode var han desuden udlandsprofessionel i Beerschot Antwerpen.
Det var Tommy Stokholm Hansen, der i 1977 stod sammen med Allan Simonsen i en pølsevogn i Vejles vestby, da klubbens tidligere formand, Ejgil Jensen – alias Mr. VB – overbragte Allan nyheden om, at han var blevet kåret til Årets Fodboldspiller i Europa.

## Titler
- 3 x  Danmarksmester med Vejle Boldklub
- 3 x  Pokalmester med Vejle Boldklub